# Kat Nassau
De kat Nassau was een 16e- of 17e-eeuwse kat (of cavalier) in het westelijk deel van de Nederlandse vestingstad Maastricht. Het verdedigingswerk was onderdeel van de tweede middeleeuwse stadsomsluiting van Maastricht en lag iets ten noordoosten van het huidige kruispunt Herbenusstraat-Zakstraat. Vlakbij lag de Brusselsepoort. De stadsmuur, de Brusselsepoort, de waltorens en de kat zijn kort na 1867 gesloopt.

## Naamgeving
De benaming kat Nassau verwijst naar het Huis Oranje-Nassau, de stadhouders van de Republiek der Zeven Verenigde Nederlanden. Vergelijkbare namen in de vesting: Oranje, Nassau-Weilburg, Prins Frederik, Wilhelmina, Erfprins, Stadhouder, Staten-Generaal, Raad van Staten, Le Roy en La Reine.

## Geschiedenis

### Bouw tweede middeleeuwse enceinte
Nadat de eerste middeleeuwse stadsmuur uit het tweede kwart van de dertiende eeuw al na enkele decennia te krap bleek, besloot men vanaf circa 1294 de langs de uitvalswegen ontstane voorsteden binnen een nieuw te bouwen enceinte (stadsomsluiting) te brengen. De nieuwe omsluiting werd in 1380 in gebruik genomen, hoewel er nog tot circa 1500 aan gebouwd werd. De tweede stadsmuur op de linker Maasoever had een lengte van 4,4 km, inclusief ca. 900 m van de eerste muur, voornamelijk langs de Maas. De hoogte varieerde van 6 tot 9 m. Er kwamen vijf nieuwe land- of veldpoorten en twee waterpoorten. Daarnaast bleven de bestaande Maaspoorten in functie, en tot aan het einde van de 15e eeuw ook de Helpoort. De westelijke Brusselsepoort verving de 13e-eeuwse Tweebergenpoort, die nog een tijd dienstdeed als reservepoort, maar in de loop van de 18e eeuw werd afgebroken.
Wanneer de bouw van de westelijke muur- of waltorens is begonnen is niet zeker, maar aangenomen wordt dat deze pas in de loop van de 15e eeuw werden voltooid. Tussen de Brusselsepoort en de Lindenkruispoort bevonden zich zes waltorens. De namen van enkele torens zijn overgeleverd, waaronder de Kackenberch, de Crotentoren, de Wilken Boenentoren en de "toren achter de Cellebroeders". Laatstgenoemde toren was genoemd naar het Cellebroedersklooster. Mogelijk hadden de cellebroeders of alexianen een taak bij het onderhoud en de verdediging van dit deel van de stadsmuur. Op deze toren was een bekend kanon geplaatst, de 'Kwade Griet' ("'t geschut dye Quoede Gryt genant").
In de loop van de 16e eeuw werden de bestaande muurtorens omgebouwd tot rondelen door ze te verlagen en vol te storten met aarde. Tevens werd de muur aan de stadszijde versterkt met een aarden wal, zodat deze beter bestand was tegen de sterk toegenomen vuurkracht van het geschut. Waarschijnlijk werden toen ook de katten of cavaliers aangelegd.

### Aanleg kat Nassau
Het exacte bouwjaar van de kat Nassau is onbekend. De kat bestond uit een verhoging van aarde, die boven de stadsmuur uitstak, met een batterij voor het geschut. De kat was strategisch gelegen nabij de belangrijkste stadspoort, de Brusselsepoort. In 1668 bleek de muur achter de Cellebroeders in slechte staat en over te hellen. Een jaar later verordineerde de magistraat "dat den muyr bij de hoogh kat" (de kat Nassau?) gerepareerd moest worden. Bij een inspectie in 1728 kwam men erachter dat veel particulieren hun woonerven illegaal hadden vergroot door de aarden wal aan de binnenzijde van de stadsmuur gedeeltelijk af te graven. Dit was onder andere gebeurd in de tuin van mevrouw Célis bij de kat Nassau.

### Andere militaire voorzieningen binnen de stadsmuur
Waarschijnlijk werd de kat omstreeks 1692 voorzien van een ondergronds rechthoekig kruitmagazijn. Een soortgelijk kruithuis in de Tongersekat is bewaard gebleven. Enkele jaren later, omstreeks 1703, werd de kat voorzien van een halfrond vooruitspringend deel, dat het vuren in meerdere richtingen vergemakkelijkte. Op de kat was plaats voor tien stukken geschut, minder dan de kat Brandenburg, maar meer dan de katten Brusselsebastion, Hoog Frankrijk en Boschkat. Bij het beleg van 1748 stonden op 2 mei op de kat Nassau twee 24-ponds kanonnen, twee 12-ponders, vier 11-duims mortieren en twee 7-duims houwitsers opgesteld. Eind 18e eeuw werd een nieuw kruitmagazijn gebouwd, op de plek waar nu het Momus' Oudemannenhuis (Herbenusstraat 87) staat. Het gebouw was van hetzelfde model als het bewaard gebleven kruithuis van de Bleekhof bij de Tongersekat. Later, omstreeks het midden van de 19e eeuw, verrees naast het kruishuis een L-vormig geweermagazijn. Dit gebouw was tot in de 20e eeuw in gebruik als patronaatsgebouw en als postsorteercentrum. Het werd omstreeks 1987 gesloopt. Op diezelfde plek staat nu het appartementengebouw Herbenusstraat 85.

### Buitenwerken bij kat Nassau
Na de inname van Maastricht door Frederik-Hendrik werd aan de noordwestzijde van de stad begonnen met de aanleg van een vestinggordel volgens het Oud-Nederlands stelsel met bastions en hoornwerken. Bij de kat Nassau verrees tussen 1632 en 1644 het bemuurde bastion Maria en het Brusselsehoornwerk. Het bastion en het hoornwerk werden omstreeks 1770 gemoderniseerd en later opgenomen in de nog deels bestaande Linie van Du Moulin. In de 17e en 18e eeuw dijden de buitenwerken van de vesting dusdanig uit, dat de stadsmuur en de kat Nassau vanaf de veldzijde vrijwel aan het oog onttrokken waren.

### Ontmanteling vesting en infrastructurele werken
Na de opheffing van de vestingstatus in 1867 werd de vesting Maastricht in opdracht van het Ministerie van Oorlog ontmanteld, waarna de gronden werden overgedragen aan de Dienst der Registratie en Domeinen voor verdere sloop en herbestemming. De nog functionerende stadspoorten, die onder de zeggenschap van het gemeentebestuur vielen, werden tussen 1867 en 1870 als eerste gesloopt. De afbraak van de stadsmuren zou nog tot de jaren 1930 doorgaan. Door toedoen van Victor de Stuers en anderen bleven hier en daar delen van de eerste en tweede stadsomsluiting gespaard, voornamelijk aan de zuidzijde van de stad.
De afbraak van de westelijke stadsmuur tussen Brusselsepoort en Lindenkruispoort begon in 1868 en was waarschijnlijk vóór 1870 afgerond. De al lang niet meer als zodanig functionerende Lindenkruispoort werd in 1874 opgegraven en daarna gesloopt. Tussen 1874 en 1876 werd door het Rijk de Statensingel (tegenwoordig voor een deel Frontensingel genoemd) aangelegd, waarmee de basis was gelegd voor de singelstructuur. In 1877 kwam de Herbenusstraat tot stand en een jaar later werden de kavels tussen deze straat en de nieuwe singelweg geveild. Een deel van de terreinen werd verworven door de in 1877 opgerichte Maastrichtse Bouwvereniging, die er arbeiderswoningen bouwde. In het zuidwestelijk deel tussen Brusselsestraat en Kazemattenstraat kwamen herenhuizen. Het bastion Maria, dat in 1875 slechts gedeeltelijk was gesloopt, werd in 1922 in het kader van de werkverschaffing verder afgegraven.

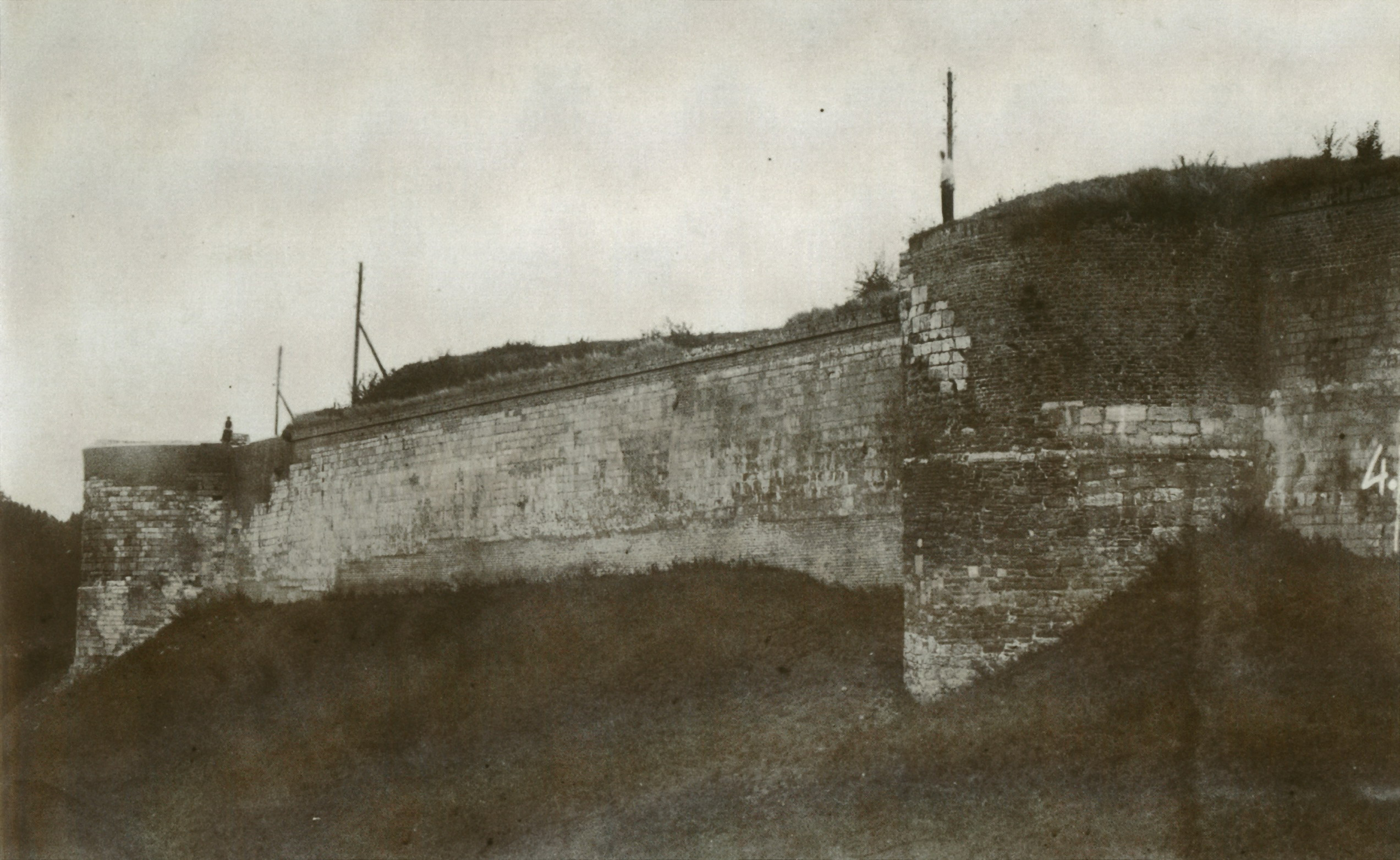
Stadsmuur ten noordoosten van Brusselsepoort (Th. Weijnen, 1868)
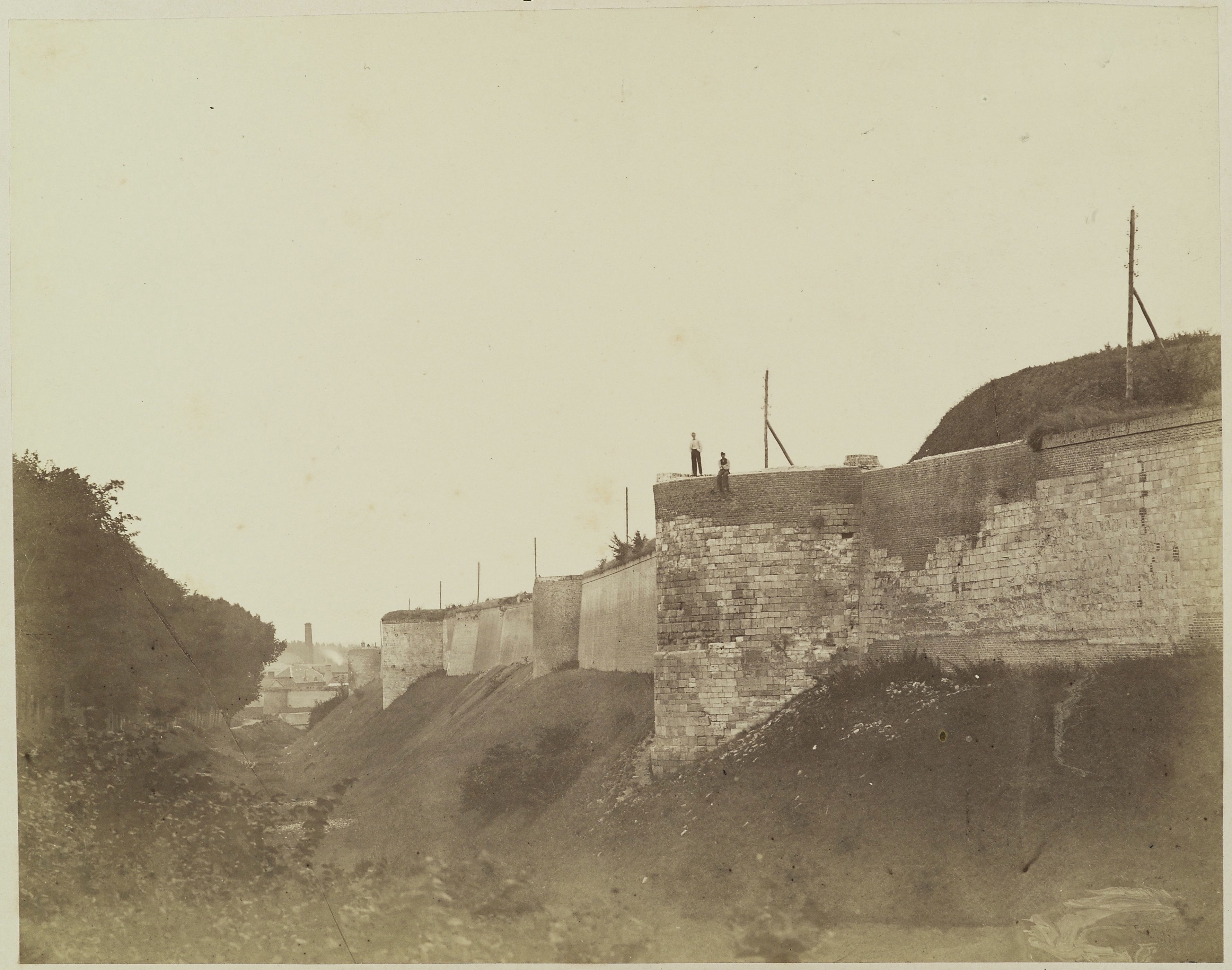
Idem, iets verderop. Rechts: kat Nassau (Th. Weijnen, 1868)
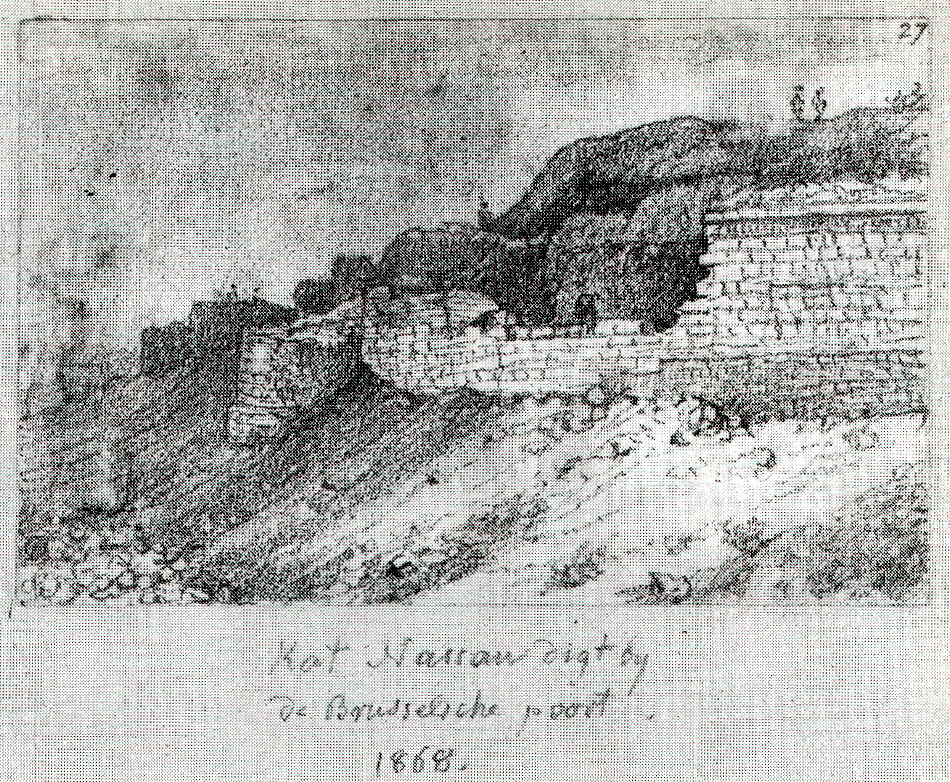
Idem, tijdens de sloop (A. Schaepkens, 1868)

## Cultuurhistorisch erfgoed
Van de westelijke stadsmuur, waltorens en stadspoorten, en de katten Nassau en Hoog Frankrijk is vrijwel niets meer over. Wel zijn in deze omgeving grote delen van de 18e-eeuwse buitenwerken bewaard gebleven, tegenwoordig deel uitmakend van het Frontenpark. Op de plek van de kat Nassau en de stadsmuur loopt thans de Herbenusstraat met herenhuizen uit eind 19e, begin 20e eeuw, waarvan enkele de status van rijksmonument bezitten. Verder naar het noordoosten domineren arbeidershuizen. Op de plek van het 18e-eeuwse kruithuis lag in de jaren 1870 een uitspanning, genaamd "Le Téméraire". In 1888-90 werd het etablissement verbouwd tot Momus' Oudemannenhuis. Er zijn aanwijzingen dat delen van het oude kruithuis zijn opgenomen in dit nog bestaande gebouw.